# John Gerard
John Gerard ou Gerarde (Nantwich, Cheshire, 1545 — Londres, fevereiro de 1611 ou 12) foi um  médico e botânico inglês. Ficou célebre pelo seu herbário.

## Biografia
Após os primeiros estudos, feitos em Willaston, perto da Nantwich natal, iniciou o curso de Medicina e para tal mudou-se para Londres, onde assume a função de cirurgião na marinha.
Após muitas viagens passou a supervisionar, a partir de 1577, os jardins do Lord Burleigh, na capital inglesa. Em 1595 tornou-se membro da Court of Assistants in the Barber-Surgeon's company, do qual foi Mestre, em 1608.
Em 1596 publicou uma lista das plantas cultivadas em seu jardim, em Holborn, ainda existente no British Museum. Esta foi a primeira publicação deste tipo.
No ano seguinte, publicou seu famoso herbário (nome pelo qual, antigamente, eram chamados os tratados de botânica), The Herball or Generall Historie of Plantes, com mais de 1800 gravuras. Trata-se de uma adaptação da obra de Dodoens. Em 1633, uma versão ampliada e corrigida foi impressa. Gerard baseou-se na Materia Medica da "Dioscorides", obra dos botânicos alemães Leonhart Fuchs e Conrad Gessner, e ainda do italiano Matthiolus. A obra é a primeira ou uma das primeiras onde é encontrado a representação da batata.
A Historie of Plants é famoso por detalhadas descrições dos vegetais, pelo folclore contido nos artigos, e sua prosa esplêndida.
Linne  nomeou o género de plantas  Gerardia em sua homenagem.